# Germán Armando Leonetti
Germán Armando Leonetti (Ciudad de Buenos Aires, 22 de junio de 1896 - ibíd., 2 de abril de 1966) fue un artista plástico y escenógrafo argentino.

## Biografía
Realizó su educación artística en la Academia Nacional de Bellas Artes, recibiéndose en el año 1919 de Profesor de Dibujo y Pintura, especializándose en trabajos de decoración y escenografía. Poseedor de una amplia trayectoria artística, sus obras concursaron y fueron expuestas en casi todos los Salones de la República Argentina.
Se desempeñó como Secretario de Reglamentos del Sindicato Argentino de Artistas Plásticos. Cumplió funciones de Jurado en los Salones Nacionales, Provinciales y Municipales durante 25 años ininterrumpidos. Fue socio fundador del Círculo de Bellas Artes de la ciudad de Buenos Aires y perteneció también a otras instituciones que agrupaban a los artistas.
Sus obras forman parte del patrimonio de numerosos museos argentinos e instituciones culturales de todo el país: Museo de la Provincia de Santa Fe, Museo Municipal de Avellaneda, Museo Municipal de Junín, Museo de Bellas Artes de la Boca “Benito Quinquela Martín”, Museo de Bellas Artes de la Provincia de Buenos Aires, Universidad Nacional del Litoral, etc.

## Obras
Salón Nacional (1940-43; 1946-47; 1949-52)
Salón de Dibujo y Grabado (1951-53)
Salón Municipal de Buenos Aires (1945-50)
Salones Oficiales de Mar del Plata, Santa Fe, Córdoba, Rosario, Tandil, Bahía Blanca, Junín y diversas muestras conjuntas.
En el año 1962, participó como invitado en la muestra “50 años de Pintura Argentina”, realizada en el Museo Nacional de Bellas Artes.
En el extranjero: Salón de Río de Janeiro, Brasil, 1935. Exposición Bienal Hispanoamericana de Arte, Madrid, 1951. En los años 1953-54 participó como invitado en la II Bienal Hispano-Americana de Arte, realizada en la ciudad de La Habana. En 1953 participó como invitado por el Ministerio de Relaciones Exteriores y Culto en la exposición realizada en el extranjero, conjuntamente con la del Libro Argentino.
Exposiciones Individuales:
Salón Costa (1918-20)
Concejo Deliberante (1933)
Círculo de Bellas Artes (1948)
Rose Marie (1950)

## Premios
Año 1935: 3º Premio y Medalla de Oro en el Salón de Río de Janeiro, Brasil.
Año 1939: 1º Premio en el Salón de La Plata, Provincia de Buenos Aires de la ciudad de Buenos Aires.
Año 1940: 1º Premio y Medalla de Oro en el Salón de Actores Teatrales.
Año 1942: Premio Adquisición en el Salón de Junín, Provincia de Buenos Aires.
Año 1943: Premio Estímulo, Salón Nacional.
Año 1944: 1º Premio en el Salón Municipal de Avellaneda.
Año 1945: 1º Premio y Medalla de Oro en el Salón de Rosario, Provincia de Santa Fe.
Año 1946: 2º Premio en el Salón de Parques Nacionales; 3º Premio en el Salón de Tandil, Provincia de Buenos Aires; 3º Premio otorgado por la comisión Nacional de cultura.
Año 1947: 3º Premio y Medalla de Plata en el Salón de San Fernando, Provincia de Buenos Aires; 2º Premio en el Salón de la Provincia de Buenos Aires.
Año 1948: 1º Premio y Medalla de Oro en la categoría “Dibujo” del Salón de San Fernando, Provincia de Buenos Aires.
	 2º Premio y Medalla de Oro, Salón del Paisaje Argentino.
	 1º Premio en el Salón de la Provincia de Buenos Aires.
	 2º Premio en el Salón de la Provincia de Córdoba.
Año 1949: 3º Premio en el Salón Nacional;
	 Premio Diario La Nación, Medalla de Oro en el Salón de San Fernando, Provincia de Buenos Aires.
Año 1950: Premio del Banco de la Provincia de Córdoba.
Año 1951: 2º Premio en el Salón Anual de La Plata, Provincia de Buenos Aires;
	 1º Premio en el Salón de la Provincia de Buenos Aires.
	 1º Premio en el Salón de Paisaje Argentino.
Año 1953: Premio Adquisición de la Universidad Nacional del Litoral, Provincia de Santa Fe;
	 1º Premio en el Salón de Tandil, Provincia de Buenos Aires.
Año 1954: Premio Raúl Castellví, Salón de la Provincia de Santa Fe;
	 Mención de Honor en la Primera Exposición de Arte Sacro.
Año 1962: 1º Premio y Medalla de Oro en el Salón de San Fernando, Provincia de Buenos Aires.

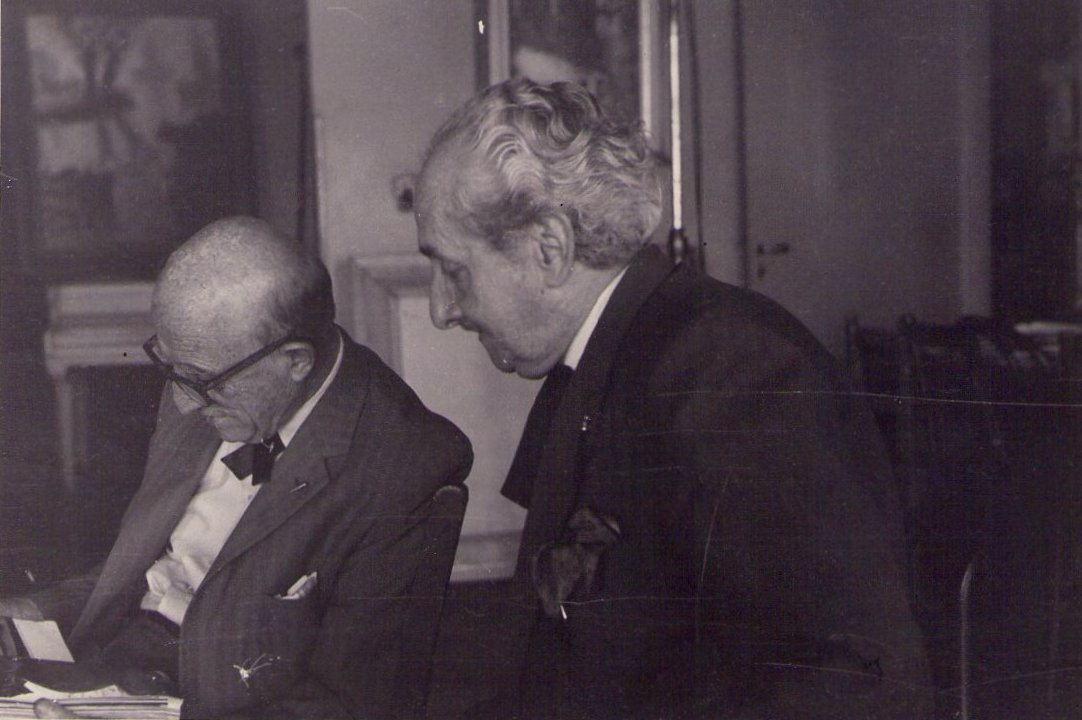
Germán A. Leonetti con su colega y amigo Benito Quinquela Martín
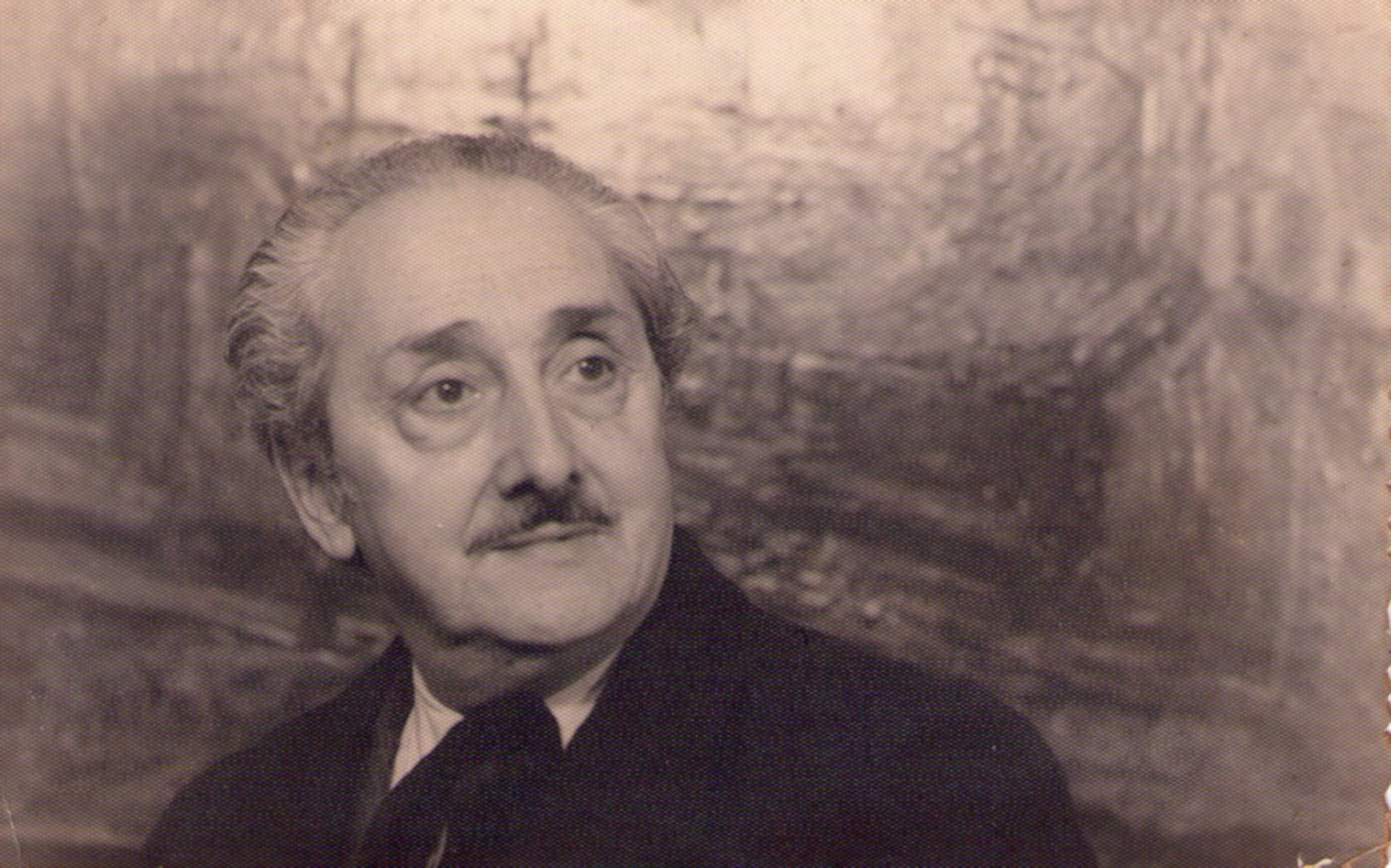
Germán Leonetti, foto del año 1964
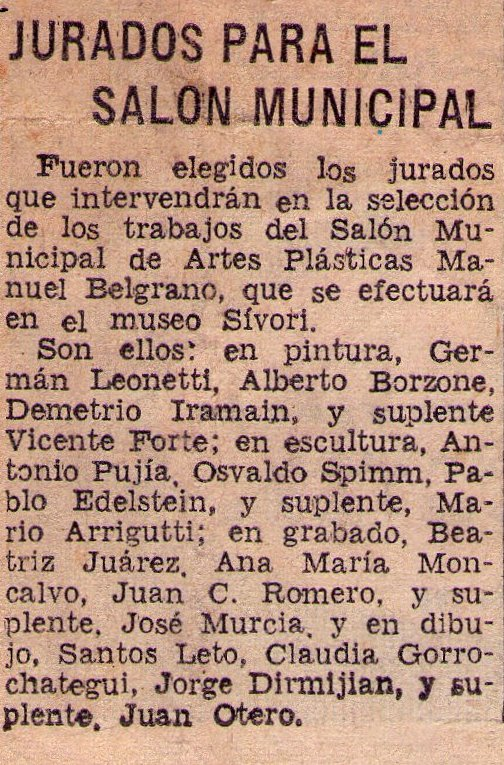
publicado por el Diario La Nación el 23-06-1963

### Vida personal

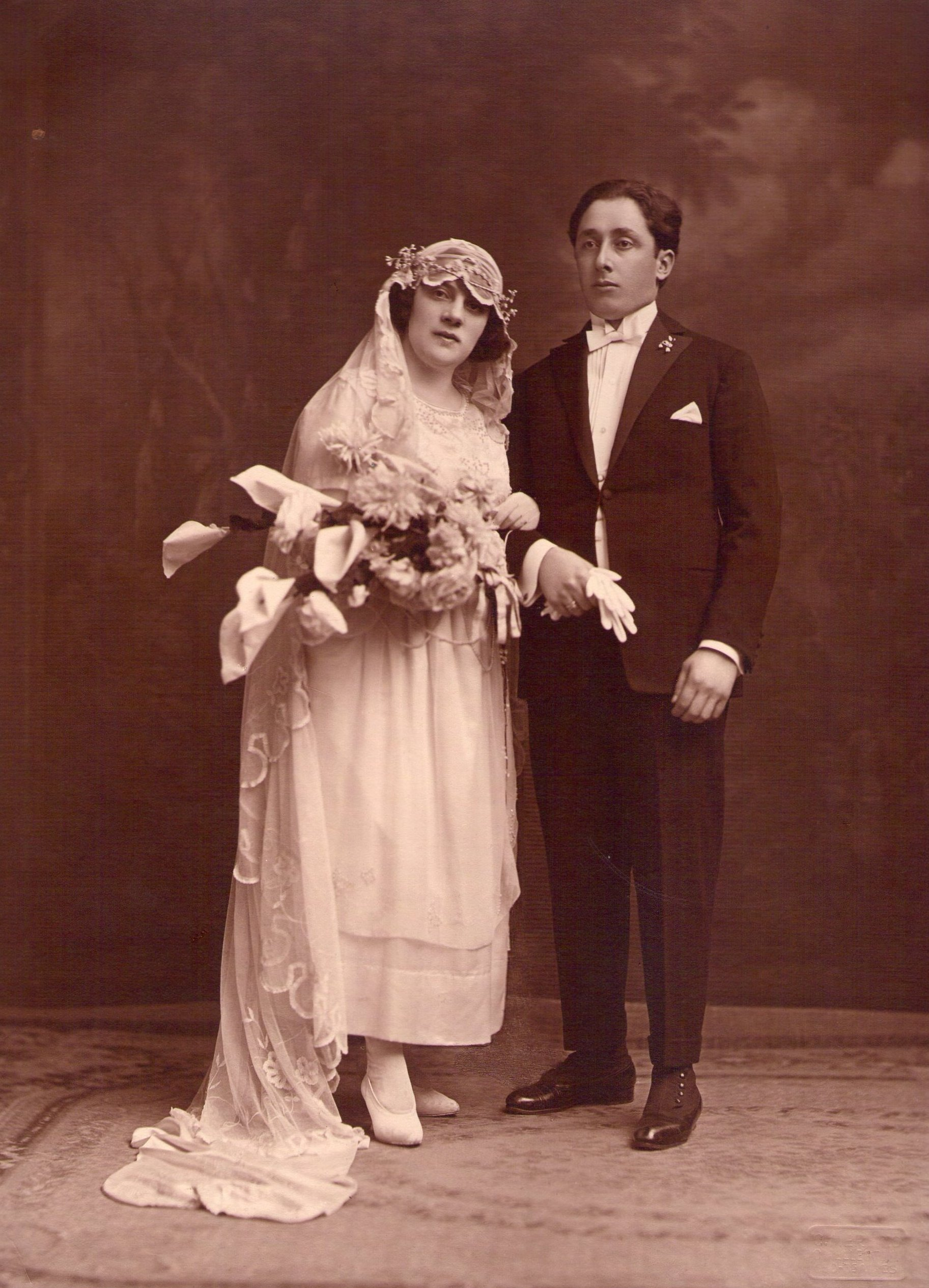
Foto de la boda de Germán A. Leonetti con Filomena Fabiano

En el año 1922 contrajo matrimonio con Filomena Fabiano, con quien tuvo cuatro hijos: Arnolfo Miguel (quien se desempeñó como Ayudante de Escenografía de Saulo Benavente en el Teatro Odeón), Joaquín Aroldo, Iris Gloria y Ethel L. Leonetti (también artista plástica, egresada en el año 1952 de la Facultad Nacional de Bellas Artes con el título de “Profesora Nacional de Dibujo, Pintura y Decoración”).